# Tiefseeberg

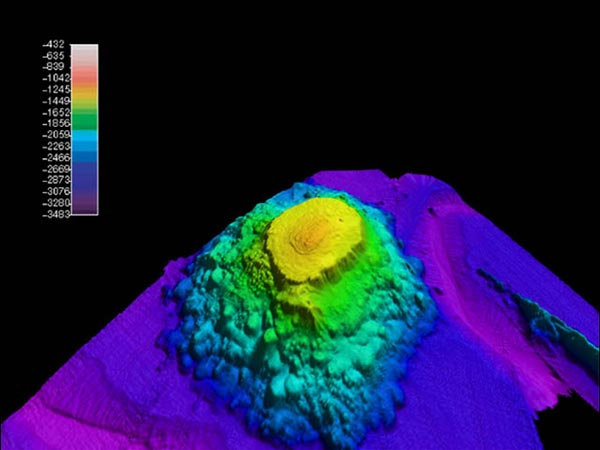
Digitales Höhenmodell des Denson-Seamounts im Ostpazifik, nahe der Staatsgrenze zwischen den USA und Kanada

Tiefseeberge oder Seeberge (nach dem englischen Fachausdruck auch Seamounts genannt) sind in Gänze unterhalb des Meeresspiegels liegende Erhebungen mit relativ kleiner Grundfläche (maximal einige Tausend Quadratkilometer) und relativ steilen Hängen. Die größten und bekanntesten befinden sich in den Tiefsee-Ebenen der Ozeanbecken und überragen ihre Umgebung um etwa 1000 bis 4000 Meter. Alle diese großen Seamounts sind aktive oder erloschene submarine Vulkane oder ehemalige Vulkaninseln. Auch relativ markante untermeerische Erhebungen auf dem tiefen, äußeren Schelf werden oft als Seamounts bezeichnet.

## Entstehung und Entwicklung

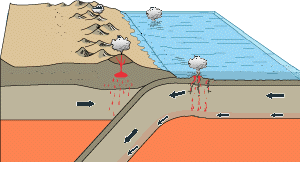
Ein neuer Typ geologisch sehr junger Seamounts an Subduktionszonen wurde erst Anfang des 21. Jahrhunderts vor Japan entdeckt (siehe →Petit Spot).

Tiefseeberge entstehen meist an divergierenden Plattengrenzen (Mittelozeanische Rücken) oder innerhalb einer ozeanischen Platte durch Hot-Spot-Vulkanismus: Hierbei kann infolge der Bewegung der ozeanischen Platte über dem mehr oder weniger ortsfesten Hotspot eine ganze Kette von Seamounts entstehen. Eine Kette relativ engständiger Seamounts wird, zur Abgrenzung von den Mittelozeanischen Rücken auch als aseismischer Rücken bezeichnet (Alpha privativum von seismisch, da diese Rücken, im Gegensatz zu den Mittelozeanischen Rücken, keine Erdbebenaktivität aufweisen).
Im Unterschied zu Inseln ragen Seeberge per definitionem nicht über die Meeresoberfläche hinaus. Einen Spezialfall stellen die sogenannten Guyots dar, geologisch alte Seamounts, die vormals als Inseln der abtragenden Wirkung der Meeresbrandung unterworfen waren und daher ein Gipfelplateau aufweisen. Auch können sich im Fall aktiver Vulkane geologisch junge Seeberge zu Inseln entwickeln, wie man es bei Surtsey sah und unter anderem bei dem Seeberg Kama‘ehuakanaloa bei Hawaii erwartet.
Zu unterscheiden sind Seamounts von ozeanischen Plateaus, die mit mehreren Zehntausend Quadratkilometern Grundfläche deutlich größere Ausdehnungen erreichen und selbst Berge oder Inseln tragen können.

## Vorkommen

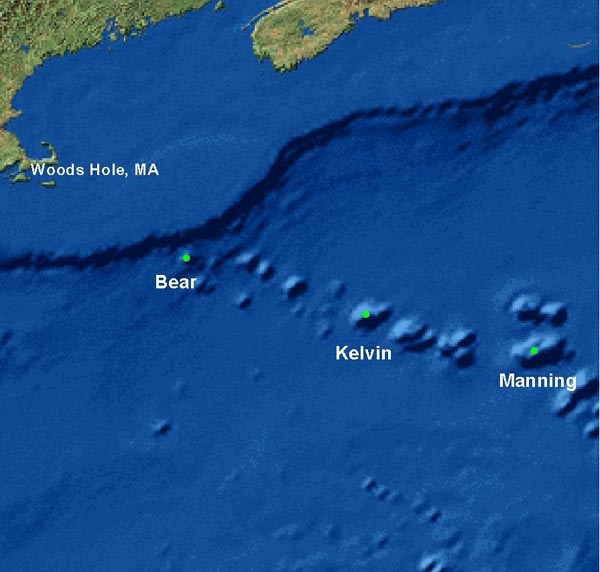
Kette der New-England-Seamounts vor der Nordostküste der USA

Die größten und bekanntesten Tiefseeberge befinden sich in den Tiefsee-Ebenen der Ozeane. Oft sind sie eng mit Hot Spots assoziiert. So gibt es zum Beispiel eine ungewöhnliche Häufung nahe der Kapverdischen Inseln im südöstlichen Nordatlantik (siehe → Kapverdenschwelle). Nicht selten ziehen Seamountketten eine regelrechte Spur über den Ozeanboden, deren Endpunkt eine aktive Vulkaninsel ist. Ein Paradebeispiel hiefür liefert die Hawaii-Emperor-Kette im Nordwestpazifik.
An Subduktionszonen, wo eine Kontinentalplatte unter die andere abtaucht, wie etwa am sogenannten Pazifischen Feuerring, können diese Erhebungen Hemmnisse für die Subduktion bilden. Die abtauchende Platte (Unterplatte) bleibt an der Oberplatte gewissermaßen hängen und dies führt zu besonders heftigen Erdbeben und, bei Subduktion einer ganzen Seamount-Kette, zu starker Deformation der Oberplatte.

## Flora und Fauna

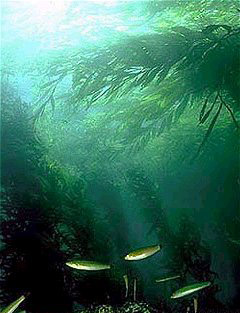
Kelpwald

Seeberge sowie ihre Fauna sind bislang kaum erforscht. Die Tiefsee, in der absolute Dunkelheit herrscht, beherbergt jedoch eine große Anzahl Tierarten, zum Beispiel Tintenfische wie den Riesenkalmar, die sich jedoch oftmals durch niedrige Reproduktionsraten auszeichnen. Im Gegensatz zum umgebenden Ozean zeichnen sich Tiefseeberge durch ein erhöhtes Vorkommen von Organismen aus, da sie in die an Zooplankton reiche Zone bis 1000 Meter Tiefe ragen und hier durch ihre felsige Oberfläche eine Besiedlung durch sessile Filtrierer (z. B. Schwämme, Korallen, Armfüßer, Seelilien und Haarsterne, Moostierchen) ermöglichen. Wenn die Kuppe der Meeresberge bis in die obere lichtdurchflutete Zone reicht, können auch Pflanzen auf ihnen wachsen. Vor allem große Braunalgen, deren Ansammlungen als „Kelpwälder“ bezeichnet werden, nutzen diesen Lebensraum.
Die Bewohner höher gelegener Tiefseeberge sind in Gefahr, durch die Fischerei mit riesigen Grundschleppnetzen ausgefischt und getötet zu werden.

## Beispiele für Tiefseeberge
- Eratosthenes-Tiefseeberg, bei Zypern, östliches Mittelmeer
- Ferdinandea, Straße von Sizilien, Mittelmeer
- Marsili, Tyrrhenisches Meer, Mittelmeer
- Vema, Südatlantik vor Kapstadt
- Vavilov-Tiefseeberg, Tyrrhenisches Meer, Mittelmeer
- Anton Dohrn Seamount, Rockall-Trog, Nordatlantik
- Gorringe-Bank, vor Portugal, östlicher Zentralatlantik
- Musicians-Seamounts, nördlicher Pazifik
- Tuscaloosa Seamount, bei Hawaii, nördlicher Pazifik
- Axial Seamount, Juan-de-Fuca-Rücken, Nordostpazifik
- Tasmanian Seamounts, südwestlicher Pazifik
- Lichtner Seamount, Südlicher Ozean
- Dallmann Seamount, Südlicher Ozean
- Karasik Seamount, Arktischer Ozean